# Mozdok
Mozdók (in russo Моздо́к?; in osseto Мæздæг?, Mæzdæg) è una città della Russia europea meridionale, situata nella Ossezia Settentrionale-Alania; dipende amministrativamente dal rajon Mozdokskij, del quale è il capoluogo.
Sorge lungo la sponda sinistra del Terek, nel bassopiano del Terek e della Kuma, 92 chilometri a nord della capitale Vladikavkaz.
Fondata nel 1759, ottenne lo status di città nel 1785.